# 地震予兆研究センター
一般社団法人地震予兆研究センター（いっぱんしゃだんほうじん じしんよちょうけんきゅうセンター、Earthquake Prediction Research Center）は、NASA・ESA・JAXA・気象庁・国土地理院・産業技術総合研究所・全国農業試験場・防災科学技術研究所等の公的機関の観測データを統合解析することで、自然災害被害を低減させることを目的に設立された。

## 沿革
- 名称：一般社団法人地震予兆研究センター
- 設立：平成26年7月8日

## 理事会
- 代表理事　　太田光明　　　東京農業大学教授／麻布大学名誉教授
- 理事　　　　林省吾　　　　元総務省事務次官／元総務省消防庁長官
- 理事　　　　高橋実芳子　　NPO法人兵庫県防災士会 理事長
- 理事　　　　森川薫　　　　元摂津市長
- 理事　　　　吉井一弥　　　元内閣府政策統括官（防災担当）

## 研究内容
公的機関のデータ統合収集を行い、統合解析を通じ、減災を目的にした研究を行っている。

## 海外との共同研究
地震予兆研究センターと、インドネシア気象気候地球物理庁（BMKG）は、2017年7月に大地震や津波被害の減災のための国際共同研究を締結した。

## 人工知能（AI)を活用した統合解析
日本のAI（人工知能）専門開発会社である株式会社9DW（東京都港区・代表取締役　井元剛）と、アジア全域の様々な観測データのビッグデータ統合解析にAIを用いて自動解析する共同研究を締結。